# Porsche 911 GT3
Porsche 911 GT3 – kolejny model typu 911. Pierwsza wersja GT3 wyszła w roku 1999. Wygląd zewnętrzny nie odbiega zbytnio od innych modeli. Wnętrze przypomina typowo sportowy wóz, wyposażone jest ono w kubełkowe siedzenia oraz sportową kierownicę i zegary. Model ten wyposażony jest w 6-cylindrowy silnik bokser o pojemności 3600 cm³. Jego prędkość maksymalna to 312 km/h, a do 100 km/h auto przyspiesza w ok. 4,1 s. Spalanie tego modelu waha się w granicach od 9 do 20 litrów na 100 km. Cena takiego modelu to ok. 130 000 euro.

## Dane techniczne (997 GT3) model 2009

### Silnik
- B6 3,8 l (3797 cm³), 4 zawory na cylinder, DOHC
- Układ zasilania: wtrysk bezpośredni
- Średnica × skok tłoka: 102,70 mm × 76,40 mm
- Stopień sprężania: 12,0:1
- Moc maksymalna: 435 KM (319,9 kW) przy 7600 obr./min
- Maksymalny moment obrotowy: 430 N•m przy 6250 obr./min
- Maksymalna prędkość obrotowa silnika: 8500 obr./min

### Osiągi
- Przyspieszenie 0-100 km/h: 4,1 s
- Prędkość maksymalna: 312 km/h
- Średnie zużycie paliwa: 12,6 l/100 km

## Dane techniczne (997 GT3 RS) model 2009

### Silnik
- B6 3,8 l (3797 cm³), 4 zawory na cylinder, DOHC
- Układ zasilania: wtrysk bezpośredni
- Średnica × skok tłoka: 102,70 mm × 76,40 mm
- Stopień sprężania: 12,2:1
- Moc maksymalna: 450 KM (331,1 kW) przy 7900 obr./min
- Maksymalny moment obrotowy: 430 N•m przy 6750 obr./min
- Maksymalna prędkość obrotowa silnika: 8500 obr./min

### Osiągi
- Przyspieszenie 0-100 km/h: 4,0 s
- Prędkość maksymalna: 310 km/h
- Średnie zużycie paliwa: 13,2 l/100 km

## Galeria

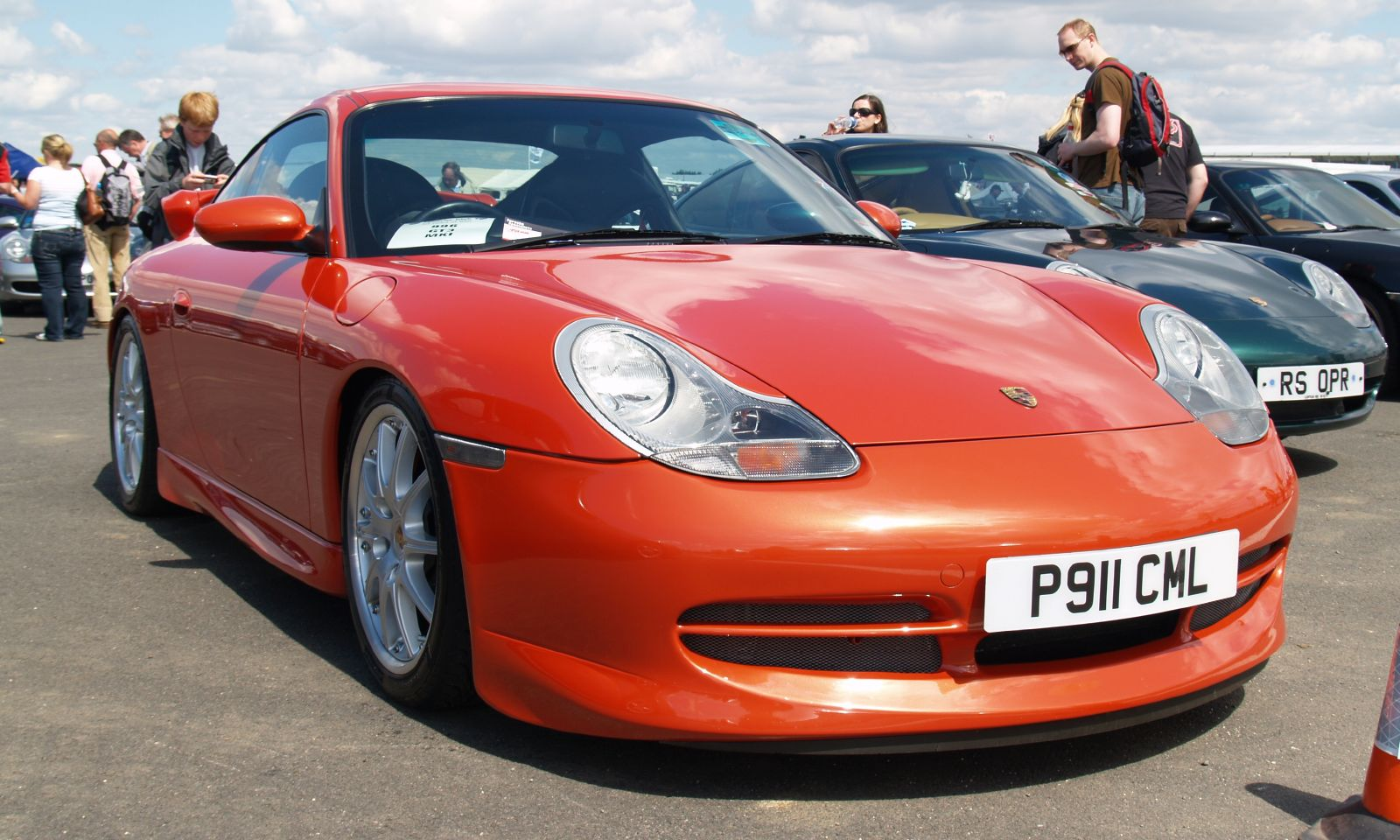
Porsche 996 GT3 (1999)
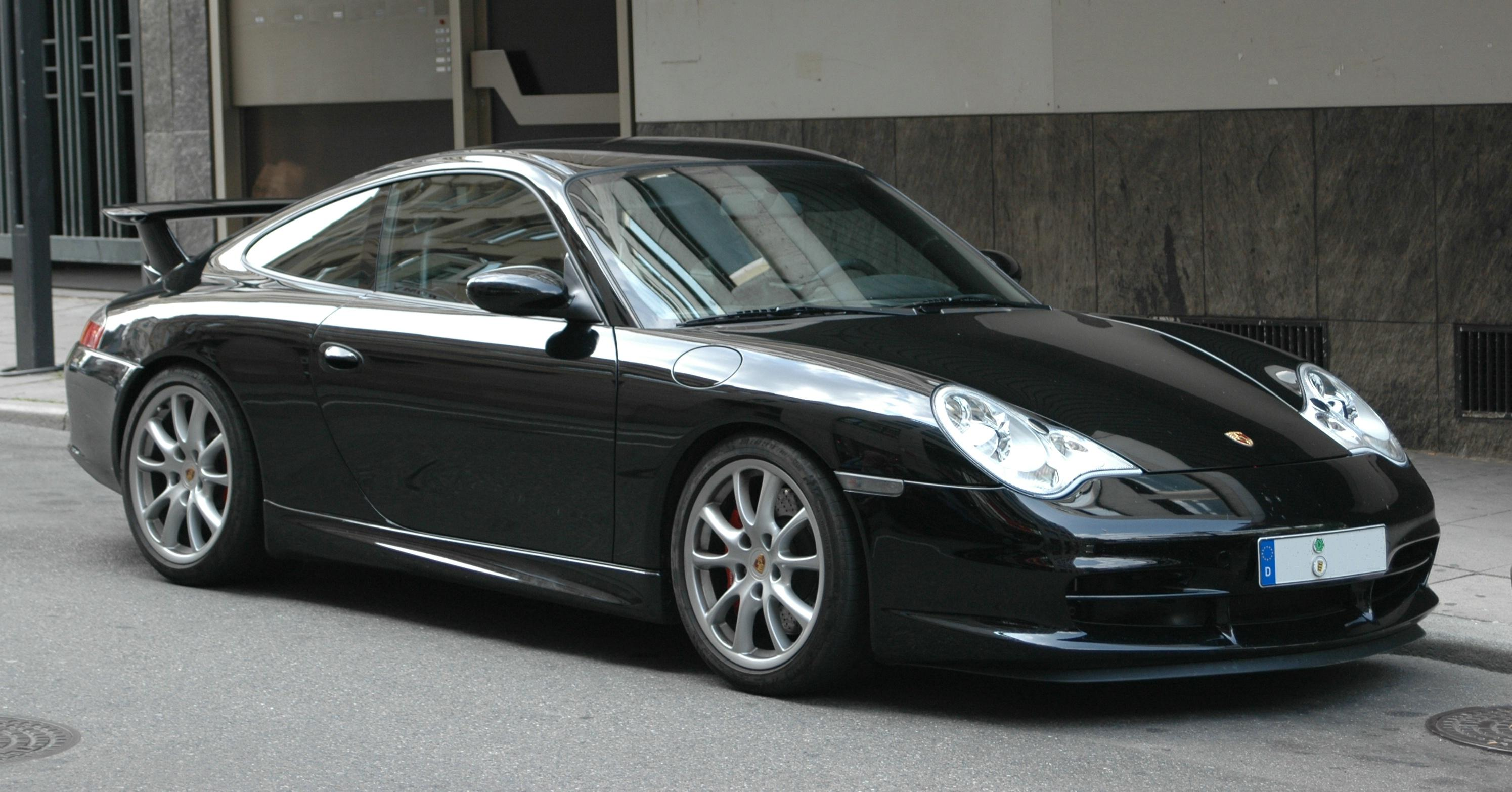
Porsche 996 GT3 (2003)
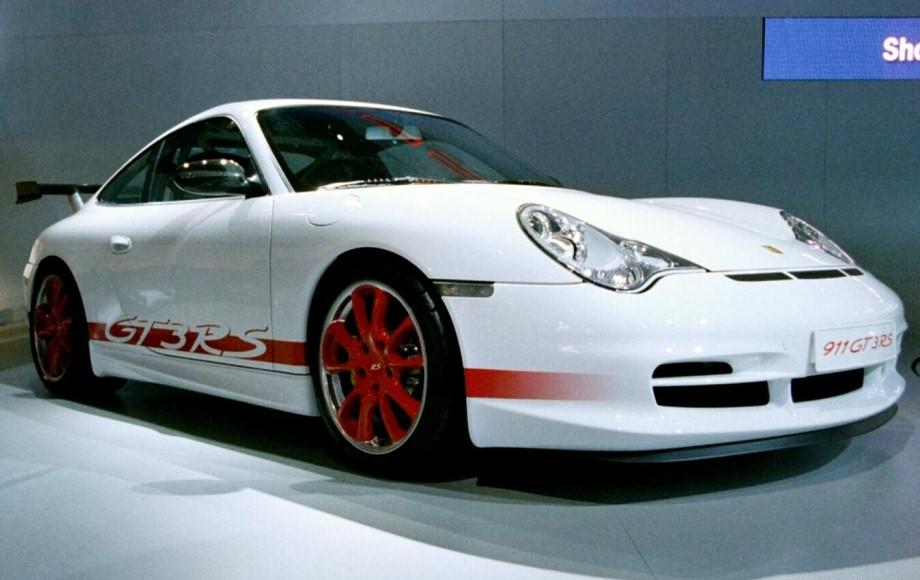
Porsche 996 GT3 RS (2003)
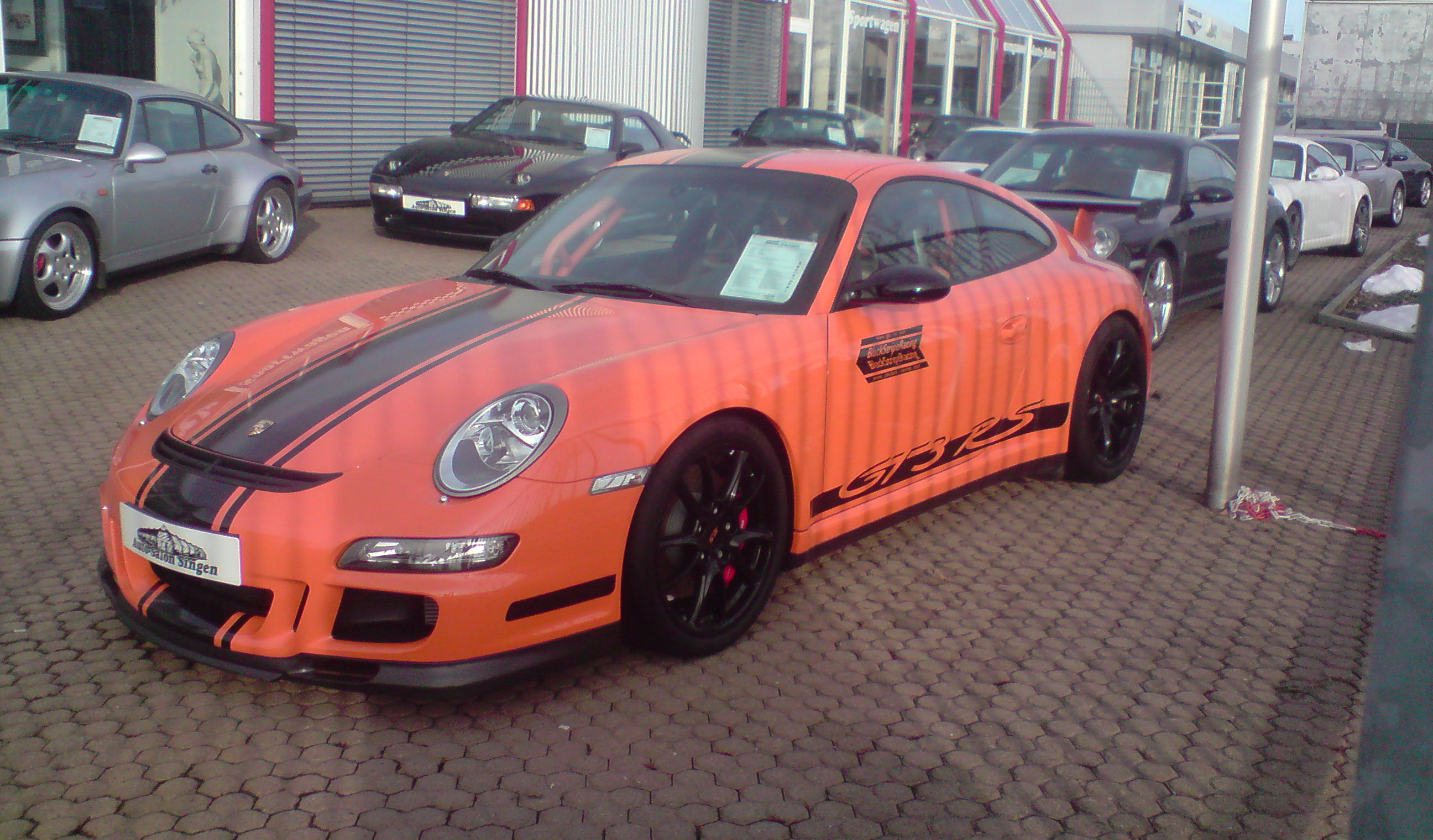
Porsche 997 GT3 RS (2006)
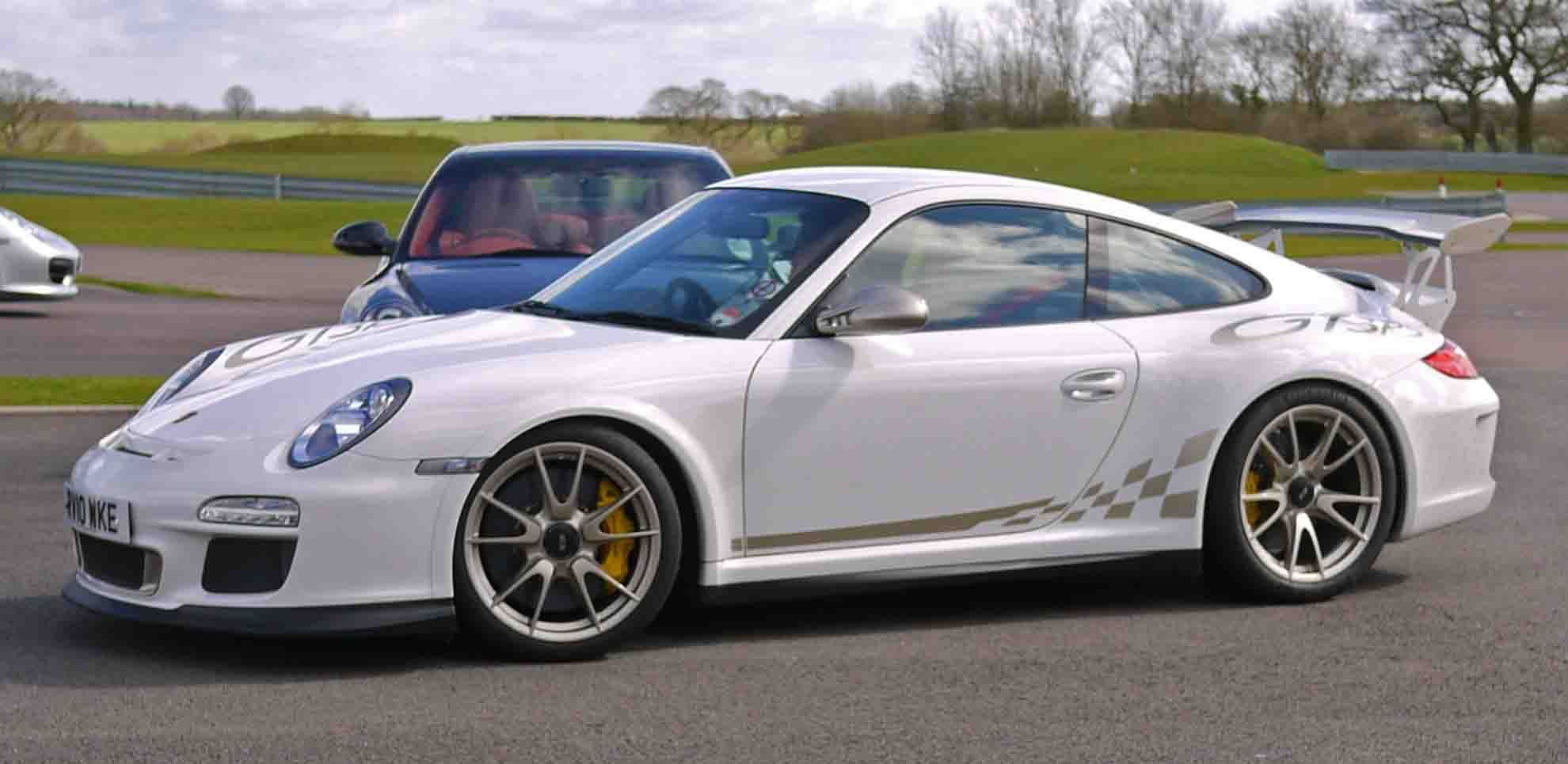
Porsche 997 GT3 RS (2009)
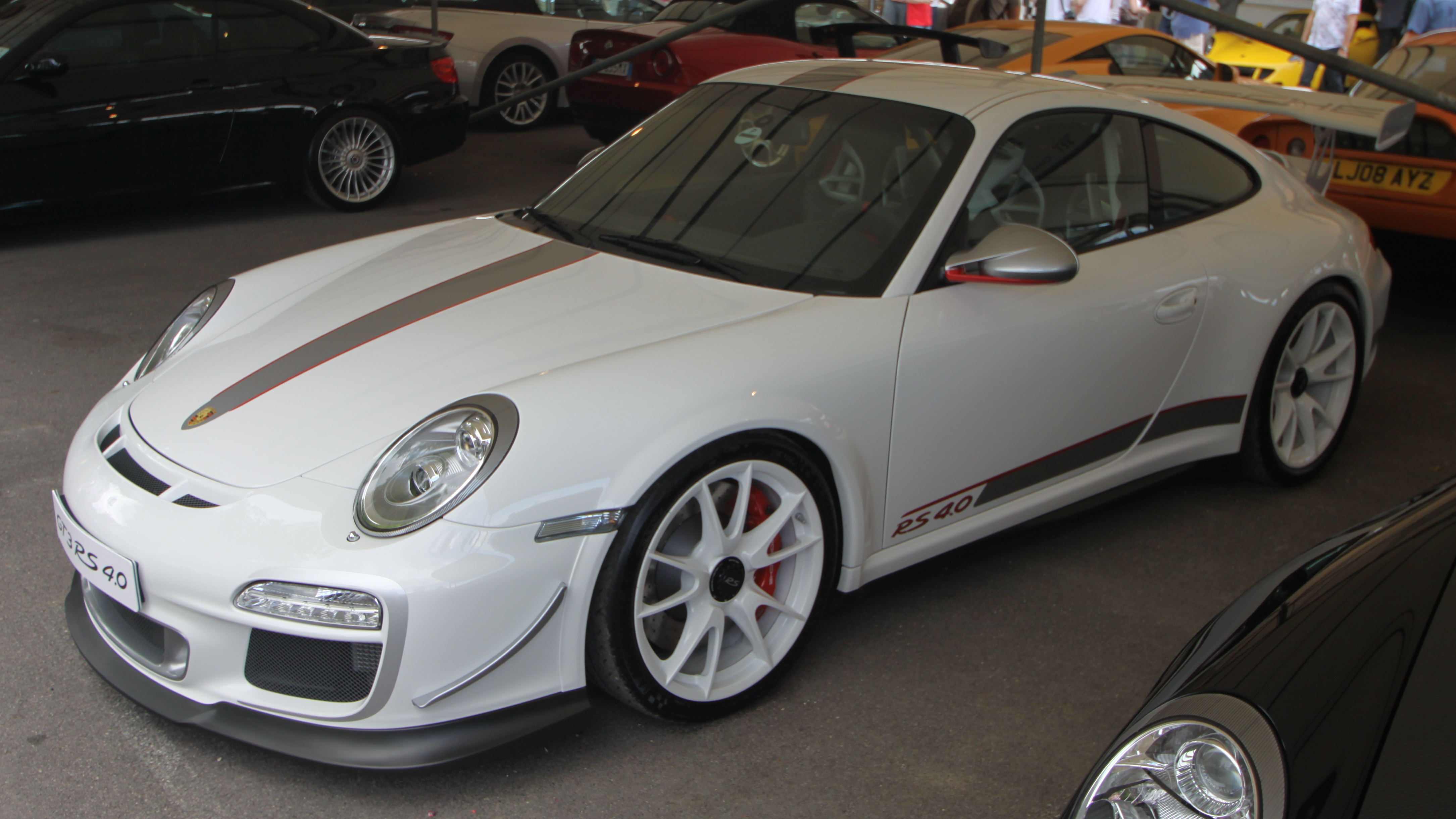
Porsche 997 GT3 RS  4.0 (2011)